# Antopetitia abyssinica
Antopetitia es un género monotípico de plantas con flores perteneciente a la familia Fabaceae. Su única especie: Antopetitia abyssinica, es originaria de África.

## Descripción
Tienen hojas compuestas impar pinnadas con entre cinco y once folíolos. Las estípulas son reducidas a glándulas. Las inflorescencias son umbelas pedunculadas que nacen en las axilas. Las flores tienen cada una un cáliz gamosépalo pero dentado y una corola de pétalos  divididos en una garra. Cada fruta se compone de 2 a cinco segmentos con una sola semilla.

## Taxonomía
El género fue descrito por A.Rich. y publicado en Annales des Sciences Naturelles; Botanique, sér. 2 14: 262. 1840.
Sinonimia
- Ornithopus coriandrinus Hochst.